# ميغان دافي
ميغان دافي (بالإنجليزية: Megan Duffy)‏ مواليد 13 يوليو 1984 في كاترنغ، هي لاعبة كرة سلة أمريكية سابقة أصبحت مدربة مساعدة. بدأت مسيرتها الاحترافية في سنة 2006. تم اختيارها من قبل فريق مينيسوتا لينكس خلال الدرافت. اعتزلت اللعب في 2008.

## المسيرة الاحترافية
لعبت مع مينيسوتا لينكس في سنة 2006، ثم لعبت مع مينيسوتا لينكس في سنة 2007، ثم لعبت مع نيويورك ليبرتي في سنة 2008.

## روابط خارجية
- ميغان دافي على موقع الاتحاد الوطني لكرة السلة النسائية (الإنجليزية)
- ميغان دافي على موقع كرة السلة الأوروبية.كوم (الإنجليزية)
- ميغان دافي على موقع كلية كرة السلة في سبورتس رفرنس.كوم (الإنجليزية)
- ميغان دافي على موقع بروبوليرز (الإنجليزية)
- ميغان دافي على موقع سبورتس رفرنس (الإنجليزية)
- ميغان دافي على موقع كلية كرة السلة في سبورتس رفرنس.كوم (الإنجليزية)